# 베라과스주

베라과스주의 위치

베라과스주(스페인어: Provincia de Veraguas)는 파나마 중서부에 위치한 주로 주도는 산티아고데베라과스이며 면적은 10,587.5km2, 인구는 226,991명(2010년 기준)이다. 12개 구를 관할한다. 북쪽으로는 카리브해, 동쪽으로는 콜론주와 코클레주, 에레라주, 로스산토스주, 남쪽으로는 태평양, 서쪽으로는 치리키주, 응가베부글레 특구와 접한다.

주기